# Adeel Akhtar
Adeel Akhtar, né le 18 septembre 1980 à Londres, en Angleterre, est un acteur britannique.

## Filmographie

### Cinéma
- 2008 : Trahison : Hamzi
- 2010 : We Are Four Lions : Faisal
- 2010 : Side By Side : Isaac
- 2012 : The Dictator : Maroush
- 2013 : Jadoo : Vinod
- 2014 : War Book : Mo
- 2015 : Convenience
- 2015 : Pan : M. Smee
- 2015 : The Show : le charpentier
- 2017 : Confident Royal (Victoria & Abdul) de Stephen Frears : Mohammed
- 2019 : Murder Mystery de Kyle Newacheck : Maharajah Vikram Govindan
- 2020 : Enola Holmes de Harry Bradbeer : l'inspecteur Lestrade
- 2021 : Ali & Ava de Clio Barnard : Ali
- 2021 : La Vie extraordinaire de Louis Wain (The Electrical Life of Louis Wain) de Will Sharpe : Dan Rider
- 2022 : Enola Holmes 2 de Harry Bradbeer : l'inspecteur Lestrade
- 2023 : Murder Mystery 2 de Jeremy Garelick : Maharajah Vikram Govindan

### Télévision
- 2006 : New York, section criminelle : Hazim (saison 5, épisode 10)
- 2006 : Conviction : Dr Darpan Banerjee (1 épisode)
- 2010 : Angelos Epithemiou's Moving On : Gupta (5 épisodes)
- 2011 : Comedy Showcase : Gupta (1 épisode)
- 2011-2013 : Coming Up : Baz et Hasan (2 épisodes)
- 2013 : Tunnel : Anwar Rashid (1 épisode)
- 2013 : Trollied : Ray (13 épisodes)
- 2013-2014 : Utopia : Wilson Wilson (12 épisodes)
- 2013-2014 : The Job Lot : George Dhot (9 épisodes)
- 2015 : Main basse sur Pepys Road (Capital)
- 2015 : River : Ira King (6 épisodes)
- 2016 : The Night Manager : Rob Singhal (6 épisodes)
- 2018-2019 : Les Misérables : Thénardier
- 2019 : Killing Eve : Martin (5 épisodes)
- 2021 - présent : Sweet Tooth : Dr. Aditya Singh (16 épisodes)
- 2024 : Double Piège : DS Sami Kierce
- 2024 : Black Doves : le Premier Ministre britannique